# Biblioteka Diecezjalna im. ks. Stanisława Kujota w Toruniu
Biblioteka Diecezjalna im. ks. Stanisława Kujota w Toruniu – biblioteka należąca do diecezji toruńskiej o księgozbiorze liczącym około 90 tys. woluminów. Mieści się w Centrum Dialogu im. Jana Pawła II przy pl. bł. Stefana Frelichowskiego 1. Dyrektorem biblioteki jest ks. Bogusław Dygdała.
Instytucja powstała 16 sierpnia 1995 roku. Powołał ją do życia biskup Andrzej Suski. Księgozbiór biblioteki diecezjalnej początkowo składał się głównie z książek przekazywanych przez księży i osoby świeckie. Pierwotnie biblioteka mieściła się w budynku Wyższego Seminarium Duchownego Diecezji Toruńskiej, od 2012 roku siedzibą jest gmach Centrum Dialogu.
Biblioteka gromadzi wydawnictwa zwarte i ciągłe dotyczące teologii, filozofii i innych dyscyplin kościelnych. Co roku biblioteka kupuje ok. 800 książek oraz prenumeruje kilkanaście czasopism teologicznych.